# Spoorlijn Neersen - Viersen
De spoorlijn Neersen - Viersen is een voormalige spoorlijn van Neersen naar Viersen in de Duitse deelstaat Noordrijn-Westfalen. De lijn was als spoorlijn 2511 onder beheer van DB Netze.

## Geschiedenis
De spoorlijn werd geopend op 19 oktober 1878 door de Rheinische Eisenbahn-Gesellschaft. In 1968 werd het personenverkeer stilgelegd en in 1971 werd de lijn gesloten.

## Reaktivering
Er is een haalbaarheidsonderzoek uitgevoerd in 2009 door de Kreis Viersen en de gemeente Venlo om het spoortraject Viersen-Kaarst te reaktiveren. Daarmee kan de succesvolle Regiobahn uit Kaarst doorgetrokken worden naar Viersen. Venlo krijgt hierdoor een snellere verbinding naar Düsseldorf.

## Aansluitingen
In de volgende plaatsen is of was er een aansluiting op de volgende spoorlijnen:
Neersen
DB 2501, spoorlijn tussen Krefeld en Mönchengladbach-Speick
DB 2530, spoorlijn tussen Neuss en Neersen
Viersen
DB 2510, spoorlijn tussen Viersen en Venlo
DB 2520, spoorlijn tussen Mönchengladbach en Krefeld-Oppum
DB 9251, spoorlijn tussen Krefeld en Viersen